# EL/M-2248 MF-STAR
EL/M-2248 MF-STAR（英語: Multi-function surveillance & threat alert radar）は、イスラエルのエルタ・システムズ社が開発した艦載用の多機能レーダー。

## 設計
本機種は元々、コルベット程度でも搭載できる多機能レーダーとして開発された。4面のアクティブ・フェーズドアレイ・アンテナを固定式に装備して、重量はアンテナ1面あたり1,500キログラム、関連する艦内装備機器が900キログラムとされていた。探知可能距離は、高高度を飛行する航空機に対しては250キロメートル (130 nmi)、低高度を飛翔する対艦ミサイルに対しても25キロメートル (13 nmi)とされていた。
その後、最初に実用化されたフリゲート向けの機種ではシステム規模は拡大され、アンテナ1面あたりの大きさは3×3メートル、送受信モジュール数は2,000個で、重量は2,000キログラム、艦内装備機器は4,000キログラムとされており、最大探知距離は450キロメートルに延伸された。一方、コルベット向けの小型版はアンテナ1面あたりの大きさを1×2メートル、重量を500キログラム、また艦内装備機器を1,300キログラムに小型・軽量化して、最大探知距離は250キロメートルとされている。本機は多機能レーダーとして、指令誘導やセミアクティブ・レーダー・ホーミング誘導のミサイルの射撃指揮を行なうことができ、IAI社のバラク 8艦対空ミサイルに対する中間指令誘導にも対応する。
なお本機を元にして、アンテナ回転型の多機能レーダーとしてEL/M-2258 ALPHA（Advanced Lightweight PHased Array）も開発されている。こちらは更に小型の艦への装備を意図して開発されたことから、アンテナなど艦外装備品は700キログラム、艦内装備品は500キログラムと軽量だが、高高度目標に対して距離120キロ、低空目標に対しても25キロの探知距離を発揮できる。イスラエル海軍では、既存のレーダーとの換装によってサール4.5型ミサイル艇などに搭載している。

## 採用国と搭載艦艇
イスラエル海軍
- サール5型コルベット（後日装備）
- サール6型コルベット

 インド海軍
- コルカタ級駆逐艦
- ヴィシャーカパトナム級駆逐艦
- 空母「ヴィクラント」
- ニルギリ級フリゲート (2代)（英語版）（予定）

 大韓民国海軍
- 独島級揚陸艦「馬羅島」